# Téo & Téa
Téo & Téa ist das 16. Studioalbum des französischen Musikers Jean-Michel Jarre. Veröffentlicht wurde es von Warner Music.

## Besonderheit
Das Album wurde sowohl als CD als auch in einer „Deluxe Edition“ veröffentlicht, der zusätzlich eine DVD beilag. Auf dieser lagen die Titel in 5.1 Surroundsound vor. Zudem enthielt die DVD das Musikvideo zur aus dem Album ausgekoppelten, gleichnamigen Single. Das Album wurde für die ausgiebige Nutzung von Preset-Sounds der Roland MC-808 Groovebox kritisiert. Diese wurden von Tim Hüfken erstellt, der entsprechend als künstlerischer Mitarbeiter aufgeführt wurde.
| Professionelle Bewertung | Professionelle Bewertung |
| ------------------------ | ------------------------ |
| Quelle                   | Bewertung                |
| Allmusic                 | [ 1 ]                    |

## Kritik
Alexander Cordas schrieb auf Laut.de:

„Wirklich zündende Ideen produziert JJR eher weniger […] Diese kommen gut konsumierbar, selten schräg oder ausgefallen daher, machen kurzzeitig Spaß, versagen aber, wenn es darum geht, das Album auf lange Sicht spannend zu machen.“

## Jarres eigene Einschätzung
In einem 2010 erschienenen Interview mit dem französischen Magazin Trax nannte Jarre das Album nachträglich einen Fehler:

« C'etait une erreur cet album, une connerie. Sur un plan personnel, j'avais plein de galères et je me suis amusé à jouer avec des samples, comme une récréation. Et on l'a sorti comme album. Mais quand je le réécoute aujourd'hui... Je l'assume, hein, il faut bien assumer ce qu’on fait, mais je ne le referais pas. »

„Dieses Album war ein Fehler, eine Dummheit. Ich hatte zu dieser Zeit viele persönliche Probleme, und das herumspielen mit den Samples erheiterte mich. Und dann wurden sie als Album veröffentlicht. Aber wenn ich es mir heute anhöre... nun, ich denke man soll zu seinen eigenen Werken stehen, aber ich würde es wirklich nicht noch einmal machen.“

## Titelliste
- Geschrieben und arrangiert von Jean-Michel Jarre

1. Fresh News – 2:42
2. Téo & Téa – 3:37
3. Beautiful Agony – 4:38
4. Touch to Remember – 6:07
5. OK, Do It Fast – 3:23
6. Partners in Crime 1 – 3:38
7. Partners in Crime 2 – 3:33
8. Chatterbox – 2:14
9. In the Mood for You – 4:18
10. Gossip – 2:09
11. Vintage – 3:04
12. Melancholic Rodeo – 3:46
13. Téo & Téa 4:00 AM – 7:06

## Besetzung
- Jean-Michel Jarre – Keyboards, Synthesizer, Drumcomputerprogrammierung
- Claude Samard – Programmierung, Gitarren
- Francis Rimbert – Keyboards und Synthesizer
- Tim Hüfken – Programmierung und künstlerische Mitarbeit
- Bertrand Lajaudie – Programmierung
- Anne Parillaud – Gesang auf Beautiful Agony